# Portugal International 1990
Die Portugal International 1990 fanden vom 1. bis zum 3. Juni 1990 in Sesimbra statt. Es war die 25. Auflage dieser internationalen Titelkämpfe von Portugal im Badminton.

## Sieger und Platzierte
| Disziplin    | Gold                       | Silber                      | Bronze                               |
| ------------ | -------------------------- | --------------------------- | ------------------------------------ |
| Herreneinzel | Peter Smith                | Vimal Kumar                 | Richard Harmsworth                   |
| Herreneinzel | Peter Smith                | Vimal Kumar                 | Nitin Panesar                        |
| Dameneinzel  | Julia Mann                 | Tanya Groves                | Maria José Gomes                     |
| Dameneinzel  | Julia Mann                 | Tanya Groves                | Dorte Engelhardt                     |
| Herrendoppel | Nitin Panesar Peter Smith  | Vimal Kumar Clive Palmer    | ? Richard Harmsworth                 |
| Herrendoppel | Nitin Panesar Peter Smith  | Vimal Kumar Clive Palmer    | Ricardo Fernandes Marco Vasconcelos  |
| Damendoppel  | Tanya Groves Julia Mann    | Maria José Gomes Zamy Gomes | Dorte Engelhardt G. Funk             |
| Damendoppel  | Tanya Groves Julia Mann    | Maria José Gomes Zamy Gomes | Ana Carina Anaya Maria Jose Martinez |
| Mixed        | Nitin Panesar Tanya Groves | Peter Shepperd Julia Mann   | Flemming Glyager G. Funk             |
| Mixed        | Nitin Panesar Tanya Groves | Peter Shepperd Julia Mann   | Jose Sim-Sim Maria José Gomes        |

## Finalergebnisse
| Disziplin    | Sieger                     | Finalist                    | Ergebnis          |
| ------------ | -------------------------- | --------------------------- | ----------------- |
| Herreneinzel | Peter Smith                | Vimal Kumar                 | 8–15, 15–12, 15–3 |
| Dameneinzel  | Julia Mann                 | Tanya Groves                | 11–3, 6–11, 11–3  |
| Herrendoppel | Nitin Panesar Peter Smith  | Vimal Kumar Clive Palmer    | 7–15, 17–16, 15–5 |
| Damendoppel  | Tanya Groves Julia Mann    | Maria José Gomes Zamy Gomes | 15–3, 15–3        |
| Mixed        | Nitin Panesar Tanya Groves | Peter Shepperd Julia Mann   | 15–10, 15–8       |